# Ват Ронгкхун
Ват Ронг Кхун (тайск. วัดร่องขุ่น), также известный как Белый храм — буддистский храм, расположенный недалеко от города Чианграй в Таиланде.

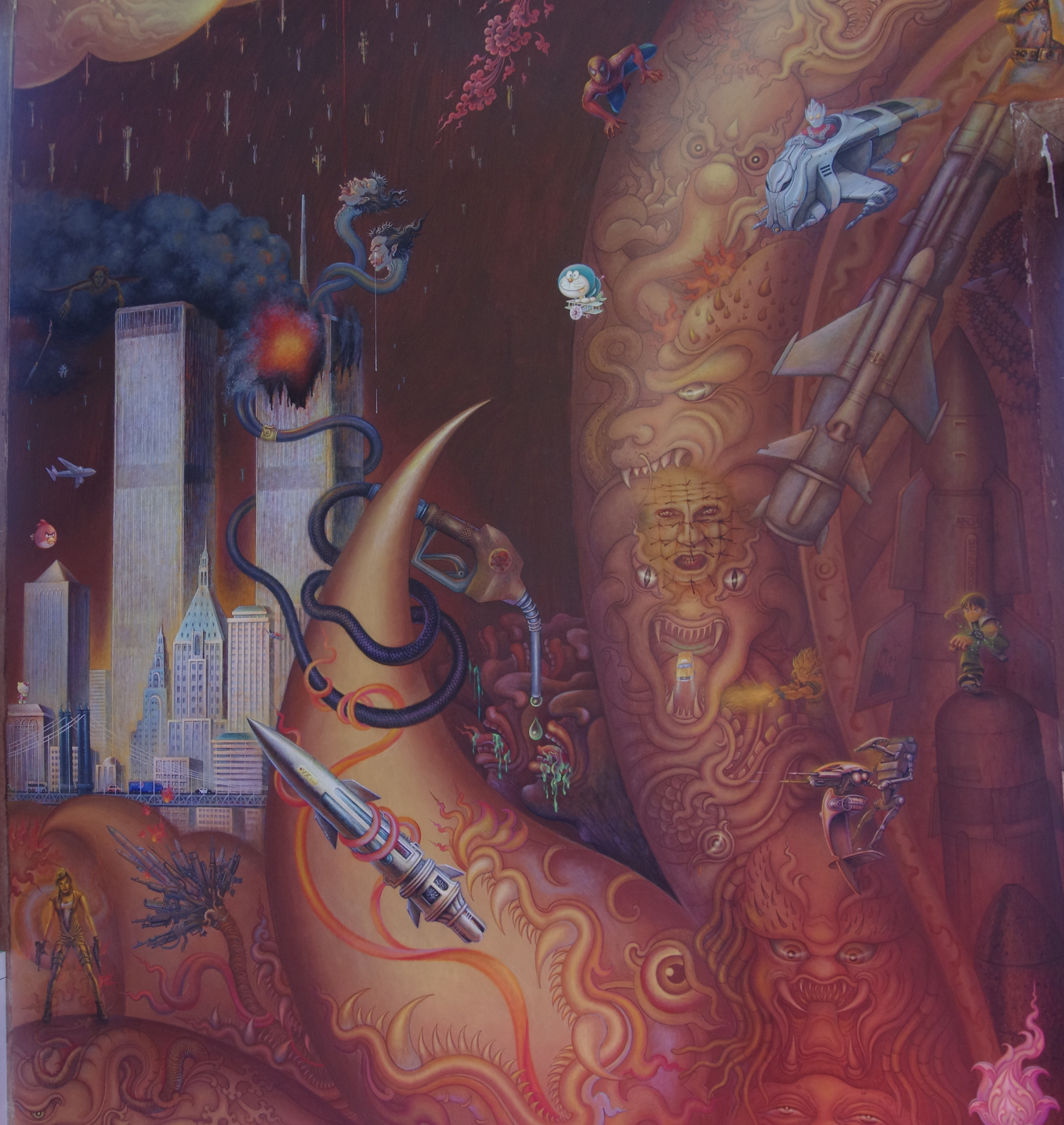
Роспись на внутренней стене храма Wat Rong Khun

Построен в 1997 году по проекту тайского художника Чалемчая Кхоситпхипхата. Храм выполнен в нетрадиционной буддийской манере, отличается тем, что его убранство выполнено преимущественно материалами белого цвета.
5 мая 2014 года храм был серьезно поврежден землетрясением. Первоначально создатель храма заявил, что строение восстановлению не подлежит и храм будет оставлен в разрушенном виде, однако потом было принято решение восстанавливать храм в первоначальном виде.